# 롤라, 에라세 우나 베스
《롤라, 에라세 우나 베스》(스페인어: Lola, érase una vez)은 2007년 방영된 멕시코의 텔레노벨라이다.